# Trio (musikalbum)
Trio är ett studioalbum av Dolly Parton, Emmylou Harris och Linda Ronstadt, släppt i februari 1987.
Dolly Parton, Emmylou Harris och Linda Ronstadt hade länge varit vänner, och planerade att spela in ett album tillsammans i mitten av 1970-talet. Men problem fanns med scheman, samt att de tre sjöng för olika skivbolag, och någon albumlansering blev då aldrig av. Ett annat problem var att albumet  skulle produceras av Emmylou Harris producent och man, Brian Ahern, vilket gjorde att både Ronstadt och Parton, men även Harris själv, fann det svårt att kritisera hans arrangemang och framföra egna ideer. Några inspelningar gjordes dock, vilka kom att räknas in i deras solokarriärer. "Mister Sandman" låg på Emmylou Harris album Evangeline och Dolly Partons "My Blue Tears" låg på Linda Ronstadts album Get Closer.
Mot slutet av 80-talet lämnade Dolly Parton RCA Records, och eftersom Ronstadt och Harris båda tillhörde skuvbolag inom Warner Music Group kunde samarbetet nu bli av, denna gång med George Massenburg som producent (Harris hade vi detta laget separerat från Ahern och gift om sig). Men trots att det från början gick lättare, var inte heller detta försök utan problem. Skivbolagen tvivlade på att albumet skulle bli lika lönsamt som deras separata karriärer, och varkem Asylum eller Warner Bros ville ha uppdraget att publicera projektet. Slutligen hamnade det trots allt i knät på Warner Bros, då de hade en Country-musik avdelning, och de var cokså så som albumet salufördes. Då albumet Trio slutligen släpptes under tidigt 1987 blev fyra singlar countryhits, bland annat inspelningen av countrysingelettan "To Know Him Is to Love Him", som skrevs av Phil Spector och 1958 var en hit med The Teddy Bears. Albumet nådde förstaplatsen på USA:s countryalbumlistor och sjätte plats på USA:s popalbumlistor. Det vann en Grammy för "Bästa framförande inom country av duo eller grupp med sång" och "Bästa countrysamarbete med sång". Den var också nominerat till "Årets album", men förlorade ironiskt nog mot U2s "The Joshua Tree".
"Palms of Victory", en annan låt inspelad under 1970-talet, låg 2007 även på Emmylou Harris boxset Songbird: Rare Tracks and Forgotten Gems.

## Låtlista
1. "The Pain of Loving You" (Dolly Parton, Porter Wagoner) – 2:32
2. "Making Plans" (Johnny Russell, Voni Morrison) – 3:36
3. "To Know Him Is to Love Him" (Phil Spector) – 3:48
4. "Hobo's Meditation" (Jimmie Rodgers) – 3:17
5. "Wildflowers" (Dolly Parton) – 3:33
6. "Telling Me Lies" (Linda Thompson, Betsy Cook) – 4:26
7. "My Dear Companion" (trad., arrangerad av Jean Ritchie) – 2:55
8. "Those Memories of You" (Alan O'Bryant) – 3:58
9. "I've Had Enough" (Kate McGarrigle) – 3:30
10. "Rosewood Casket" (trad., arrangerad av Avie Lee Parton) – 2:59
11. "Farther Along" (trad., arrangerad av John Starling, Emmylou Harris) – 4:10

## Listplaceringar
| Lista (1987) | Topplacering |
| ------------ | ------------ |
| Nya Zeeland  | 6            |
| Sverige      | 29           |

### Fotnoter
1. ↑  ”Listplacering”. Arkiverad från originalet den 5 maj 2014. https://web.archive.org/web/20140505222416/http://charts.org.nz/showitem.asp?interpret=Dolly+Parton%2C+Linda+Ronstadt+%26+Emmylou+Harris&titel=Trio&cat=a. Läst 8 mars 2011.
2. ↑  Listplacering